# Colonia Zarcihuiles
Colonia Zarcihuiles är en ort i Mexiko.   Den ligger i kommunen León och delstaten Guanajuato, i den centrala delen av landet, 300 km nordväst om huvudstaden Mexico City. Colonia Zarcihuiles ligger 1 931 meter över havet och antalet invånare är 182.
Terrängen runt Colonia Zarcihuiles är huvudsakligen kuperad, men söderut är den platt. Runt Colonia Zarcihuiles är det mycket tätbefolkat, med 1 313 invånare per kvadratkilometer. Närmaste större samhälle är León de los Aldama, 9,3 km söder om Colonia Zarcihuiles. Runt Colonia Zarcihuiles är det i huvudsak tätbebyggt.